# Michela Murgia
Michela Murgia (Cabras, 3 giugno 1972 – Roma, 10 agosto 2023) è stata una scrittrice, drammaturga, conduttrice televisiva e opinionista italiana, autrice del romanzo Accabadora per il quale ha vinto i premi Campiello, Dessì e SuperMondello.

## Biografia
Michela Murgia ha frequentato l'istituto tecnico commerciale. Dopo il diploma ha frequentato l'Istituto di Scienze Religiose della Diocesi di Oristano, senza terminare gli studi. Fra le varie esperienze lavorative svolte prima di dedicarsi all'attività di scrittrice, rientrano quella di insegnante di religione nelle scuole, per sei anni, di venditrice di multiproprietà, di operatrice fiscale, di dirigente amministrativa in una centrale termoelettrica e quella di portinaia notturna. Nel suo primo libro, Il mondo deve sapere, dapprima concepito e praticato come un blog, ha raccontato in chiave satirica la realtà degli operatori di telemarketing all'interno del call center di un'importante multinazionale (Kirby Company), descrivendo lo sfruttamento economico e la manipolazione psicologica a cui sono sottoposti i lavoratori precari di tale realtà. Dal libro è stata tratta l'opera teatrale Il mondo deve sapere (di David Emmer, con Teresa Saponangelo) e ha ispirato la sceneggiatura del film Tutta la vita davanti di Paolo Virzì, con Isabella Ragonese, Sabrina Ferilli, Elio Germano, Valerio Mastandrea e Massimo Ghini.
Di formazione cattolica, è stata socia dell'Azione Cattolica, prima come animatrice, e poi come referente regionale del settore Giovani. Ha ideato uno spettacolo teatrale rappresentato nella piana di Loreto al termine del pellegrinaggio nazionale dell'Azione Cattolica del settembre 2004, al quale ha assistito anche papa Giovanni Paolo II. Aveva un blog, Il Mio Sinis, nel quale descriveva, anche con fotografie, la penisola del Sinis. Nel 2007 è già, con un suo scritto, tra i 42 scrittori riuniti da Giulio Angioni in Cartas de logu: scrittori sardi allo specchio. Nel 2008 pubblica per Einaudi Viaggio in Sardegna, una guida letteraria a luoghi meno noti dell'isola. Nel 2009 pubblica, sempre per Einaudi, il romanzo Accabadora, una storia che intreccia nella Sardegna degli anni cinquanta i temi dell'eutanasia e dell'adozione (su questo libro, vedi Sperduto Donato: Le cinque dita: Accabadora di Michela Murgia e Quaderno a cancelli di Carlo Levi, rivista Riscontri, 2024, n. 1, pp. 69-88.). Il romanzo è uscito in traduzione tedesca nel 2010 per l'editore Wagenbach. Nel 2011 il free climber Maurizio Zanolla, in arte Manolo, ha intitolato al romanzo Accabadora un settore di arrampicata a Gutturu Cardaxius, da lui aperto in Sardegna con Bruno Fonnesu.
Con Accabadora ha vinto la sezione narrativa del premio Dessì nel 2009. Questo romanzo esce anche in audiolibro, con la voce della stessa autrice, per la Emons Audiolibri. Nel 2010 si aggiudica anche il SuperMondello nell'ambito del premio Mondello e il premio Campiello. Nel 2011 pubblica, per Einaudi, Ave Mary. E la chiesa inventò la donna. Dal libro hanno tratto ispirazione i Punkreas per il testo Santa Madonna, scritto per Fedez e contenuto nell'album Mr. Brainwash del 2013.
Nel 2012, sempre da Einaudi, pubblica L'incontro e un racconto all'interno dell'antologia Presente (AA.VV.). Sempre nello stesso anno, per conto di Caracò Editore, pubblica, all'interno dell'antologia Piciocas. Storie di ex bambine dell'Isola che c'è, il racconto L'aragosta. Nel 2013 ha pubblicato per Laterza il pamphlet contro il femminicidio scritto a quattro mani con Loredana Lipperini e intitolato L'ho uccisa perché l'amavo: falso! Nell'ottobre del 2015 esce per Einaudi il romanzo Chirú. Nella primavera del 2016, ancora per Einaudi, dà alle stampe il pamphlet Futuro Interiore sui temi dell'identità, del potere e della democrazia.
Nella stagione televisiva 2016-2017 partecipa alla trasmissione Quante storie di Rai 3 con una rubrica quotidiana di recensioni letterarie e consigli librari. Dal 30 settembre 2017 al 4 novembre 2017 ha condotto, il sabato pomeriggio su Rai 3, Chakra. Nel 2018 ha pubblicato per Marsilio il memoir letterario L'inferno è una buona memoria, ispirato al romanzo Le nebbie di Avalon di Marion Zimmer Bradley. Due mesi dopo viene dato alle stampe per i tipi di Einaudi il pamphlet politico Istruzioni per diventare fascisti, che viene tradotto in cinque lingue. Nel febbraio del 2019 esce per Salani la raccolta di storie illustrate Noi siamo tempesta, che nello stesso anno vince il premio Morante e la menzione speciale della giuria del premio Andersen.
Nel 2019, in collaborazione con Chiara Tagliaferri, pubblica per Mondadori la raccolta di racconti biografici Morgana, storie di ragazze che tua madre non approverebbe, tratto dall'omonimo podcast della piattaforma Storie Libere che le due autrici realizzano insieme dal 2018. Nello stesso anno contribuisce all'antologia Le nuove Eroidi per Harper Collins, con il racconto Elena. Dal settembre 2019 all'agosto del 2020 ha condotto a Radio Capital, insieme ad Edoardo Buffoni, la trasmissione serale quotidiana TgZero, fino al gennaio 2019 condotta da Vittorio Zucconi. Il 7 dicembre 2020 Murgia è stata invitata ad aprire, con un discorso introduttivo, la prima del Teatro alla Scala di Milano, svoltasi a porte chiuse per l'emergenza COVID e trasmessa in televisione. Dal gennaio 2021 ha curato L'Antitaliana, la storica rubrica de L'Espresso nata negli anni '80 e curata prima da Giorgio Bocca e poi da Roberto Saviano; Murgia è stata la prima donna a firmare questa rubrica.
Il 6 maggio del 2023, in un'intervista al Corriere della Sera, Murgia ha dichiarato di avere pochi mesi di vita a causa di una forma di adenocarcinoma renale al quarto stadio con metastasi ai polmoni, al tessuto osseo e al cervello. Nello stesso mese, l'autrice ha pubblicato il suo ultimo libro in vita, Tre ciotole. Rituali per un anno di crisi, edito da Mondadori. Murgia è morta a Roma il 10 agosto successivo, all'età di 51 anni. Due giorni dopo, è stato celebrato il suo funerale nella basilica di Santa Maria in Montesanto in piazza del Popolo a Roma. Al funerale è stata letta una lettera personale del cardinale Zuppi, con cui Murgia aveva avuto un dialogo su temi religiosi. Inoltre, l'autrice è stata commemorata da Roberto Saviano, che ne ha anche sorretto la bara all'uscita della chiesa, e dalle colleghe Chiara Valerio e Lella Costa: sul sagrato la folla accorsa alla celebrazione ha intonato la canzone Bella ciao.
Il 9 gennaio 2024, è stato pubblicato il primo libro postumo di Murgia, Dare la vita, uscito per Rizzoli; completato nelle ultime settimane di vita della scrittrice e curato da Alessandro Giammei, il saggio raccoglie una serie di riflessioni sui concetti di maternità e famiglia, includendo temi come i legami familiari non tradizionali, l'interpretazione del calo demografico da parte della politica e la gestazione per altri. Il saggio, inoltre, include un confronto con il punto di vista della religione cattolica sui temi trattati, come nel caso della gestazione per altri. Il 30 aprile dello stesso anno, è uscito nelle librerie il suo secondo libro postumo, Ricordatemi come vi pare, edito da Mondadori; il volume contiene nuovi dettagli autobiografici sulla vita e sulle idee di Murgia, ed è nato da una serie di conversazioni fra l'autrice e Beppe Cottafavi nel maggio e nel luglio del 2023, poi messe per iscritto e riadattate dallo stesso editor insieme ad Alessandro Giammei.

## Teatro
Nel 2016, per la produzione del Teatro di Sardegna, scrive due testi teatrali che vanno in scena al Teatro Massimo di Cagliari. Uno è la distopia in tre atti Cento, per la regia di Marco Sanna, con Lia Careddu, Felice Montervino, Isella Orchis, Leonardo Tomasi e Francesca Ventriglia. L'altro è il monologo in lingua sarda Spadoneri, portato in scena e diretto da Elio Turno Arthemalle. Nel novembre dello stesso anno al Centro Congressi Giovanni XXIII di Bergamo viene realizzata, per la regia di Serena Sinigaglia, la lettura scenica del suo testo Caterina da Siena, scritto con Elena Maffioletti e interpretato da Arianna Scommegna.
Nel settembre 2017, per la produzione del Teatro di Roma, il suo testo Festa nazionale viene inserito nel progetto collettivo "Ritratto di una nazione", in cui assieme a Murgia partecipano altri drammaturghi italiani come Vitaliano Trevisan e Marco Martinelli, e va in scena con la regia di Fabrizio Arcuri e l'interpretazione di Arianna Scommegna e Fonte Fantasia. Nello stesso anno debutta, al Teatro Biblioteca Quarticciolo di Roma, lo spettacolo Accabadora tratto dal romanzo omonimo, con l'adattamento di Carlotta Corradi, la regia e la produzione di Veronica Cruciani e del Teatro Donizetti di Bergamo e l'interpretazione di Monica Piseddu. Nello stesso anno debutta anche al Teatro Eliseo di Nuoro come attrice, interpretando il ruolo di Grazia Deledda nello spettacolo Quasi Grazia, scritto da Marcello Fois e prodotto dal Teatro di Sardegna per la regia di Veronica Cruciani, insieme a Marco Brinzi, Valentino Mannias e Lia Careddu.
Dal 2018 porta in scena due produzioni teatrali: Istruzioni per diventare fascisti, tratto dal suo omonimo libro e accompagnato dalle musiche di Frantziscu Medda Arrogalla, e Dove sono le donne, un monologo sull'assenza di rappresentanza di genere nelle istituzioni della politica, della cultura e della magistratura.

## Attività politica e attivismo
Nel 2007 sostenne la candidatura di Mario Adinolfi alle elezioni primarie del Partito Democratico. Nel settembre 2010 ha dichiarato in un'intervista al Corriere della Sera di "auspicare l'indipendenza della Sardegna". Ha sostenuto come simpatizzante dapprima il movimento iRS - Indipendentzia Repubrica de Sardigna, e in seguito il partito indipendentista ProgReS - Progetu Repùblica de Sardigna. Si presenta come candidata presidente alle elezioni regionali sarde del 2014 e arriva terza con il 10% circa delle preferenze, non ottenendo quindi il seggio in Consiglio regionale.
Alle elezioni europee del 2019 sostiene la Sinistra, lista che comprende Sinistra Italiana, Rifondazione Comunista, L'Altra Europa con Tsipras, Convergenza Socialista, Partito del Sud e Transform! Italia. La lista ottiene l'1,75% dei voti validi e nessun seggio.
Ha criticato duramente le posizioni di Giorgia Meloni, sostenendo che non basta essere una donna per essere femminista. In particolare si è espressa sulla richiesta della premier di essere chiamata "il" presidente anziché "la".

## Vita privata
Michela Murgia è stata sposata dal 2010 al 2014 con Manuel Persico, informatico bergamasco.
Ha avuto un tumore renale dal 2014 al 2016, poi riemerso negli ultimi venti mesi di vita.
Il 15 luglio 2023, a seguito dell'aggravarsi del suo stato di salute, ha sposato in articulo mortis l'attore e regista Lorenzo Terenzi, anche come atto di denuncia delle carenze legislative italiane sulle coppie di fatto. Non ha mai avuto figli naturali, ma diversi figli d'anima (fillus de anima in sardo), secondo un'espressione da lei usata nelle sue opere.
Era una grande fan dell'opera di J.R.R. Tolkien e della cultura K-pop, in particolare del gruppo musicale sudcoreano BTS.
Si definiva cattolica.

## Procedimenti giudiziari
Nel febbraio 2019, Michela Murgia è stata condannata a pagare la somma di 18 000 euro, più interessi e spese legali, per inadempienza contrattuale nei confronti della casa editrice Il Maestrale. Dopo aver presentato ricorso, il 2 aprile 2021 la Corte presieduta dalla giudice Maria Teresa Spanu ha confermato la sentenza di primo grado.

## Opere

### Narrativa
- Il mondo deve sapere. Romanzo tragicomico di una telefonista precaria, Milano, ISBN, 2006. ISBN 88-7638-044-2. [Rist. Einaudi, 2017]
- Accabadora, Torino, Einaudi, 2009. ISBN 978-88-06-19780-3.
- L'incontro, Milano, Corriere della Sera, 2011. ISBN 978-88-06-21266-7. [rist. Torino, Einaudi, 2012]
- Chirú, Torino, Einaudi, 2015. ISBN 978-88-06-20633-8.
- Tre ciotole. Rituali per un anno di crisi, Milano, Mondadori, 2023. ISBN 978-88-04-77489-1.
- Anna della pioggia, Torino, Einaudi, 2025. ISBN 9788806269753.

### Saggistica
- Viaggio in Sardegna. Undici percorsi nell'isola che non si vede, Torino, Einaudi, 2008. ISBN 978-88-06-19244-0.
- Ave Mary. E la chiesa inventò la donna, Torino, Einaudi, 2011. ISBN 978-88-06-20134-0.
- L'ho uccisa perché l'amavo (falso!), con Loredana Lipperini, Roma-Bari, Laterza, 2013. ISBN 978-88-581-0730-0.
- Futuro interiore, Torino, Einaudi, 2016. ISBN 978-88-58-42341-7.
- Persone che devi conoscere, Padova, EMP, 2018. ISBN 978-88-25-03959-7.
- L'inferno è una buona memoria. Visioni da «Le nebbie di Avalon» di Marion Zimmer Bradley, Venezia, Marsilio, 2018. ISBN 978-88-31-72990-1.
- Istruzioni per diventare fascisti, Torino, Einaudi, 2018. ISBN 978-88-06-24060-8.
- Noi siamo tempesta, Milano, Salani, 2019. ISBN 978-88-93-81774-5
- Persone che devi conoscere vol. 2, Padova, EMP, 2021
- Morgana. Storie di ragazze che tua madre non approverebbe, con Chiara Tagliaferri, Milano, Mondadori, 2019. ISBN 978-88-04-71711-9.
- Morgana. L'uomo ricco sono io, con Chiara Tagliaferri, Milano, Mondadori, 2021. ISBN 978-88-04-74501-3.
- Persone che devi conoscere. Vol. 2, Padova, EMP, 2021. ISBN 978-88-25-05103-2
- Stai Zitta, e altre nove frasi che non vogliamo sentire più, Torino, Einaudi, 2021. ISBN 978-88-06-24918-2.
- God Save the Queer. Catechismo femminista, Torino, Einaudi, 2022. ISBN 978-88-06-25910-5.
- Dare la vita, Milano, Rizzoli, 2024. ISBN 978-88-17-14779-8.
- Ricordatemi come vi pare, Milano, Mondadori, 2024. ISBN 9788804783558
- Morgana. Il corpo della madre, con Chiara Tagliaferri, Milano, Mondadori, 2024.

### Contributi
- Presente, con Andrea Bajani, Paolo Nori e Giorgio Vasta, Torino, Einaudi, 2011. ISBN 978-88-06-20945-2.
- L'aragosta, in Piciocas. Storie di ex bambine dell'Isola che c'è, Bologna-Napoli, Caracò, 2012. ISBN 978-88-97567-10-3.
- L'eredità, in Sei per la Sardegna, Torino, Einaudi, 2014. ISBN 978-88-06-22157-7.
- Elena, in Le nuove Eroidi, Milano, Harper Collins, 2019. ISBN 8869055582
- La sfida di una santità rivoluzionaria, in Maschilità in questione. Sguardi sulla figura di san Giuseppe, Brescia, Queriniana, 2021. ISBN 978-88-399-3435-2

## Televisione
- Le invasioni barbariche (LA7, 2010-2015)
- Quante storie (Rai 3, 2016-2023)
- Chakra (Rai 3, 2017)
- Ghost Hotel (Sky Arte, 2022)[57]

## Podcast
- Morgana, (2018-2023), 2 stagioni, 22 episodi. Dal giugno 2018 è stata autrice con Chiara Tagliaferri del podcast Morgana, prodotto da Storielibere. In ogni episodio è stata raccontata la storia di una donna o di un uomo controcorrente e fuori dagli schemi.